# بنت الشيخة (فلم)
بنت الشيخة فيلم مغربي تلفزيوني من إنتاج الإذاعة والتلفزة المغربية للمخرج عزيز السالمي و سيناريو عبد الهادي حديفة. و يحكي قصة عن تخوفات العالية هدى صدقي, امرأة يتيمة حديثة الزواج بابن عائلة غنية بمدينة الدار البيضاء من أن يكشف ماضيها وصفة أمها الشيخة التي يعتبر لدى العديدين مهنة غير شريفة .